# Primera División 1954/55
Die Primera División 1954/55 war die 24. Spielzeit der höchsten spanischen Fußballliga. Sie startete am 12. September 1954 und endete am 10. April 1955.

## Vor der Saison
- Als Titelverteidiger ging der dreimalige Meister Real Madrid ins Rennen. Letztjähriger Vizemeister wurde der CF Barcelona.
- Aufgestiegen aus der Segunda División sind Deportivo Alavés, UD Las Palmas, Hércules Alicante und CD Málaga.

## Vereine
| Verein              | Stadt           | Stadion               |
| ------------------- | --------------- | --------------------- |
| Hércules Alicante   | Alicante        | Estadio Bardin        |
| CF Barcelona        | Barcelona       | Camp de Les Corts     |
| Español Barcelona   | Barcelona       | Estadi Sarrià         |
| Atlético Bilbao     | Bilbao          | Estadio San Mamés     |
| Deportivo La Coruña | La Coruña       | Estadio Riazor        |
| UD Las Palmas       | Las Palmas      | Estadio Insular       |
| Real Madrid         | Madrid          | Estadio de Chamartín  |
| Atlético Madrid     | Madrid          | Estadio Metropolitano |
| CD Málaga           | Málaga          | Estadio La Rosaleda   |
| Real Santander      | Santander       | Estadio El Sardinero  |
| Real Sociedad       | San Sebastián   | Estadio de Atotxa     |
| FC Sevilla          | Sevilla         | Estadio de Nervión    |
| FC Valencia         | Valencia        | Estadio Mestalla      |
| Real Valladolid     | Valladolid      | Estadio José Zorrilla |
| Celta Vigo          | Vigo            | Estadio Balaídos      |
| Deportivo Alavés    | Vitoria-Gasteiz | Estadio Mendizorrotza |

## Abschlusstabelle
| Pl. | Verein                | Sp. | S  | U  | N  | Tore    | Quote | Punkte |
| --- | --------------------- | --- | -- | -- | -- | ------- | ----- | ------ |
| 1.  | Real Madrid (M)       | 30  | 20 | 6  | 4  | 080:310 | 2,58  | 46:14  |
| 2.  | CF Barcelona          | 30  | 17 | 7  | 6  | 075:390 | 1,92  | 41:19  |
| 3.  | Atlético Bilbao       | 30  | 15 | 9  | 6  | 078:390 | 2,00  | 39:21  |
| 4.  | FC Sevilla            | 30  | 15 | 4  | 11 | 074:580 | 1,28  | 34:26  |
| 5.  | FC Valencia (P)       | 30  | 15 | 3  | 12 | 071:600 | 1,18  | 33:27  |
| 6.  | Hércules Alicante (N) | 30  | 11 | 9  | 10 | 046:570 | 0,81  | 31:29  |
| 7.  | Deportivo La Coruña   | 30  | 12 | 6  | 12 | 052:590 | 0,88  | 30:30  |
| 8.  | Atlético Madrid       | 30  | 11 | 7  | 12 | 059:640 | 0,92  | 29:31  |
| 9.  | Real Valladolid       | 30  | 11 | 5  | 14 | 048:560 | 0,86  | 27:33  |
| 10. | Deportivo Alavés (N)  | 30  | 11 | 5  | 14 | 051:620 | 0,82  | 27:33  |
| 11. | Celta Vigo            | 30  | 10 | 7  | 13 | 055:600 | 0,92  | 27:33  |
| 12. | UD Las Palmas (N)     | 30  | 10 | 7  | 13 | 045:690 | 0,65  | 27:33  |
| 13. | Español Barcelona     | 30  | 8  | 10 | 12 | 042:460 | 0,91  | 26:34  |
| 14. | Real Sociedad         | 30  | 9  | 6  | 15 | 048:530 | 0,91  | 24:36  |
| 15. | Real Santander        | 30  | 9  | 2  | 19 | 039:810 | 0,48  | 20:40  |
| 16. | CD Málaga (N)         | 30  | 6  | 7  | 17 | 036:650 | 0,55  | 19:41  |

Platzierungskriterien: 1. Punkte – 2. Direkter Vergleich  – 3. Torquotient – 4. geschossene Tore
| (M) | amtierender Meister              |
| (P) | amtierender Pokalsieger          |
| (N) | Neuaufsteiger der letzten Saison |

## Kreuztabelle
| 1954/55             | Real Madrid | CF Barcelona | Atlético Bilbao |     | FC Valencia | Hércules Alicante | Deportivo La Coruña |     | Real Valladolid | Deportivo Alavés | Celta Vigo | UD Las Palmas | Español Barcelona | Real Sociedad | Real Santander | CD Málaga |
| ------------------- | ----------- | ------------ | --------------- | --- | ----------- | ----------------- | ------------------- | --- | --------------- | ---------------- | ---------- | ------------- | ----------------- | ------------- | -------------- | --------- |
| Real Madrid         |             | 3:0          | 3:1             | 3:1 | 1:2         | 3:0               | 5:1                 | 1:0 | 1:0             | 4:1              | 5:1        | 7:0           | 5:1               | 1:1           | 3:0            | 4:1       |
| CF Barcelona        | 2:2         |              | 2:3             | 4:2 | 4:1         | 1:1               | 3:1                 | 4:0 | 5:0             | 5:2              | 5:2        | 1:0           | 1:0               | 4:1           | 7:0            | 5:0       |
| Atlético Bilbao     | 2:0         | 1:1          |                 | 2:2 | 7:0         | 3:0               | 5:1                 | 1:1 | 1:0             | 4:0              | 2:2        | 9:2           | 1:2               | 1:0           | 3:0            | 6:1       |
| FC Sevilla          | 1:0         | 0:2          | 1:1             |     | 2:1         | 6:1               | 3:2                 | 3:3 | 5:1             | 1:2              | 5:2        | 4:0           | 3:2               | 5:2           | 5:2            | 6:1       |
| FC Valencia         | 1:3         | 4:1          | 3:2             | 3:1 |             | 8:2               | 4:0                 | 4:4 | 2:1             | 6:1              | 2:1        | 4:0           | 2:0               | 2:0           | 8:1            | 0:2       |
| Hércules Alicante   | 1:1         | 1:0          | 3:2             | 1:1 | 3:2         |                   | 4:2                 | 4:0 | 2:1             | 2:2              | 2:1        | 4:0           | 0:0               | 4:1           | 2:0            | 1:0       |
| Deportivo La Coruña | 3:3         | 2:2          | 1:1             | 4:2 | 2:1         | 2:1               |                     | 1:0 | 2:1             | 3:0              | 4:2        | 4:1           | 1:1               | 2:1           | 3:1            | 3:2       |
| Atlético Madrid     | 2:4         | 2:2          | 1:2             | 0:3 | 2:3         | 3:0               | 2:1                 |     | 5:4             | 4:1              | 4:0        | 2:2           | 2:1               | 4:0           | 3:1            | 2:2       |
| Real Valladolid     | 0:1         | 1:2          | 1:0             | 2:5 | 2:3         | 2:0               | 1:1                 | 2:2 |                 | 1:0              | 2:1        | 2:1           | 4:2               | 1:0           | 3:1            | 3:2       |
| Deportivo Alavés    | 2:4         | 2:2          | 2:2             | 2:1 | 7:0         | 2:0               | 2:1                 | 2:0 | 1:4             |                  | 2:0        | 4:1           | 2:2               | 0:1           | 2:1            | 5:1       |
| Celta Vigo          | 1:1         | 1:1          | 1:0             | 5:1 | 2:1         | 1:1               | 2:0                 | 8:1 | 2:2             | 2:0              |            | 5:1           | 1:1               | 5:1           | 2:1            | 3:0       |
| UD Las Palmas       | 1:1         | 2:0          | 3:3             | 4:0 | 1:0         | 1:1               | 2:1                 | 4:1 | 2:0             | 2:2              | 3:1        |               | 2:1               | 2:2           | 5:1            | 2:1       |
| Español Barcelona   | 1:3         | 2:4          | 1:3             | 2:0 | 1:1         | 4:1               | 2:2                 | 2:0 | 1:1             | 4:1              | 4:0        | 0:0           |                   | 1:0           | 1:0            | 1:1       |
| Real Sociedad       | 1:3         | 0:2          | 3:3             | 1:2 | 3:0         | 4:0               | 3:0                 | 0:2 | 3:3             | 2:0              | 5:0        | 4:0           | 1:0               |               | 3:0            | 1:1       |
| Real Santander      | 0:4         | 2:1          | 1:4             | 3:1 | 3:2         | 1:1               | 2:1                 | 2:4 | 2:1             | 0:2              | 3:1        | 2:1           | 3:1               | 3:3           |                | 2:1       |
| CD Málaga           | 3:1         | 1:2          | 1:3             | 0:2 | 1:1         | 3:3               | 0:1                 | 0:3 | 1:2             | 2:0              | 0:0        | 2:0           | 1:1               | 2:1           | 3:1            |           |

### Relegation
| Pl. | Verein            | Sp. | S | U | N | Tore    | Quote | Punkte |
| --- | ----------------- | --- | - | - | - | ------- | ----- | ------ |
| 1.  | Español Barcelona | 10  | 7 | 1 | 2 | 017:800 | 2,13  | 15:50  |
| 2.  | Real Sociedad     | 10  | 6 | 1 | 3 | 020:140 | 1,43  | 13:70  |
| 3.  | Real Oviedo       | 10  | 5 | 1 | 4 | 022:200 | 1,10  | 11:90  |
| 4.  | Atlético Tetuán   | 10  | 4 | 2 | 4 | 017:150 | 1,13  | 10:10  |
| 5.  | Real Saragossa    | 10  | 3 | 0 | 7 | 013:170 | 0,76  | 06:14  |
| 6.  | FC Granada        | 10  | 2 | 1 | 7 | 013:280 | 0,46  | 05:15  |

| Relegation        | Español Barcelona | Real Sociedad | Real Oviedo | Atlético Tetuán | Real Saragossa | FC Granada |
| Español Barcelona |                   | 1:2           | 1:0         | 4:1             | 1:0            | 0:0        |
| Real Sociedad     | 2:1               |               | 3:2         | 1:2             | 0:2            | 6:1        |
| Real Oviedo       | 1:3               | 1:0           |             | 0:0             | 6:0            | 6:2        |
| Atlético Tetuán   | 1:2               | 2:2           | 2:3         |                 | 2:0            | 4:0        |
| Real Saragossa    | 0:1               | 1:2           | 7:0         | 0:2             |                | 2:0        |
| FC Granada        | 1:3               | 1:2           | 2:3         | 3:1             | 3:1            |            |

## Nach der Saison
Internationale Wettbewerbe
- 1. – Real Madrid – Europapokal der Landesmeister
- 2. – CF Barcelona – Messepokal

Absteiger in die Segunda División
- 15. – Real Santander
- 16. – CD Málaga

Aufsteiger in die Primera División
- Real Murcia
- Cultural Leonesa

## Pichichi-Trophäe
Die Pichichi-Trophäe wird jährlich für den besten Torschützen der Spielzeit vergeben.
| Pl. | Nat.         | Spieler            | Verein              | Tore |
| --- | ------------ | ------------------ | ------------------- | ---- |
| 1   | Spanien 1945 | Juan Arza          | FC Sevilla          | 28   |
| 2   | Argentinien  | Alfredo Di Stéfano | Real Madrid         | 25   |
| 3   | Spanien 1945 | Manuel Badenes     | FC Valencia         | 22   |
| 4   | Spanien 1945 | Eneko Arieta       | Atlético Bilbao     | 19   |
| 5   | Argentinien  | Héctor Rial        | Real Madrid         | 18   |
|     | Spanien 1945 | Pahiño             | Deportivo La Coruña | 18   |

## Die Meistermannschaft von Real Madrid
| 1.          | Real Madrid |
| Real Madrid | - Tor: Juan Alonso (24/-); Juanito (7/-) - Abwehr: Aurelio Campa (2/-); Rafael Lesmes (26/-); Marquitos (27/1); Joaquín Navarro (26/-); Joaquín Oliva (7/-) - Mittelfeld: Ángel Atienza (17/-); Mario Durán (6/2); Miguel Muñoz (30/2); Roque Olsen (11/4); José María Zárraga (15/-) - Sturm: Adolfo Atienza (4/1); Francisco Gento (24/6); Joseíto (15/6); Enrique Mateos (2/1); Luis Molowny (12/6); José Luis Pérez-Payá (16/6); Héctor Rial (30/18); Alfredo Di Stéfano (30/25) - Trainer: José Villalonga |